# دييغو كوكا
دييغو كوكا (بالإسبانية: Diego Cocca)‏ (2 نوفمبر 1972 ببوينس آيرس في الأرجنتين - ) هو مدرب كرة قدم ولاعب كرة قدم أرجنتيني في مركز الدفاع. شارك مع منتخب الأرجنتين تحت 20 سنة لكرة القدم. أما مع النوادي، فقد لعب مع أرجنتينوس جونيورز وبانفيلد وديبورتيفو إسبانول وريفر بليت وفيرو كاريل أويستي ونادي أطلس ونادي لاردة وتيبورونيس روخوس دي فيراكروز ونادي كيريتارو.

## وصلات خارجية
- دييغو كوكا على موقع قاعدة بيانات كرة القدم.إي يو (الإنجليزية)
- دييغو كوكا على موقع Soccerway.com (الإنجليزية)
- دييغو كوكا على موقع عالم كرة القدم.نت (الإنجليزية)